# Cyclisme aux Jeux olympiques de 1904
Navigation
Paris 1900 Londres 1908
Lors des Jeux olympiques de 1904 de Saint-Louis aux États-Unis, sept épreuves de cyclisme sur piste sont au programme.

## Résultats
| Podiums  |                      |                         |                         |
| Piste    |                      |                         |                         |
| ½ mile   | Marcus Hurley (USA)  | Teddy Billington (USA)  | Burton Downing (USA)    |
| ⅓ mile   | Marcus Hurley (USA)  | Burton Downing (USA)    | Teddy Billington (USA)  |
| ¼ mile   | Marcus Hurley (USA)  | Burton Downing (USA)    | Teddy Billington (USA)  |
| 1 mile   | Marcus Hurley (USA)  | Burton Downing (USA)    | Teddy Billington (USA)  |
| 2 miles  | Burton Downing (USA) | Oscar Goerke (USA)      | Marcus Hurley (USA)     |
| 5 miles  | Charles Schlee (USA) | George E. Wiley (USA)   | Arthur F. Andrews (USA) |
| 25 miles | Burton Downing (USA) | Arthur F. Andrews (USA) | George E. Wiley (USA)   |

## Tableau des médailles
| Rang | Nation     | Or | Argent | Bronze | Total |
| ---- | ---------- | -- | ------ | ------ | ----- |
| 1    | États-Unis | 7  | 7      | 7      | 21    |

## Courses professionnelles non reconnues comme olympiques
De nombreuses courses réservées aux professionnels sont disputées dans le cadre des Jeux mais ces résultats ne sont pas reconnus par le CIO :
- ⅓ mile : gagnée par  William Fenn
- ½ mile : gagnée par  Frank Kramer
- ⅔ mile : gagnée par  Frank Kramer
- 1 mile: gagnée par  William Fenn

- ½ mile (handicap) : gagnée par  Olivier Dorlon
- 1 mile (handicap) : gagnée par  John Bedell
- 2 miles (handicap) : gagnée par  Eddie Root